# Afek Tounes
Die Afek Tounes (arabisch آفاق تونس, DMG Āfāq Tūnis ‚Horizonte Tunesiens‘) ist eine politische Partei in Tunesien, die am 28. März 2011 in der Folge der Jasminrevolution in Tunis gegründet wurde. 
Sie trat mit einem säkularen und liberalen Programm zur Durchsetzung der Freiheitsrechte bei den Wahlen zur Verfassunggebenden Versammlung an und erreichte dabei vier Sitze. Anklang findet die liberale Partei hauptsächlich bei der Oberschicht und den Intellektuellen.
Ein Mitglied der Partei, Yassine Brahim, wurde zum Minister der tunesischen Übergangsregierung ernannt. 
Da die Partei bei der Wahl 2011 das Wahlziel nicht erreichte, gründete Afek Tounes nach Gesprächen mit anderen säkularen und liberalen Parteien am 9. April 2012 die neue Republikanische Partei – eine Partei der Mitte, der auch die Progressive Demokratische Partei und die Tunesische Republikanische Partei beitraten. Im August 2013 verließ Yassine Brahim die Republikanische Partei und gründete die Partei wieder. Bei der ersten regulären Wahl unter der neuen Verfassung im Oktober 2014 erhielt sie 8 der 217 Sitze und wurde damit fünftstärkste Kraft. Bei der Wahl 2019 konnte sie zwei Sitze halten.